# Talaigua Viejo
Talaigua Viejo är en ort i Colombia.   Den ligger i departementet Bolívar, i den norra delen av landet, 500 km norr om huvudstaden Bogotá. Talaigua Viejo ligger 20 meter över havet och antalet invånare är 6 217. Den ligger vid sjöarna  Ciénaga Playa Afuera och Ciénaga Michicoa.
Terrängen runt Talaigua Viejo är mycket platt. Runt Talaigua Viejo är det ganska tätbefolkat, med 75 invånare per kvadratkilometer. Närmaste större samhälle är Mompós, 19,1 km öster om Talaigua Viejo. Omgivningarna runt Talaigua Viejo är en mosaik av jordbruksmark och naturlig växtlighet.